# Czeremcha (Podlachië)
Czeremcha is een dorp in het Poolse woiwodschap Podlachië, in het district Hajnowski. De plaats maakt deel uit van de gemeente Czeremcha en telt 2630 inwoners.

## Verkeer en vervoer

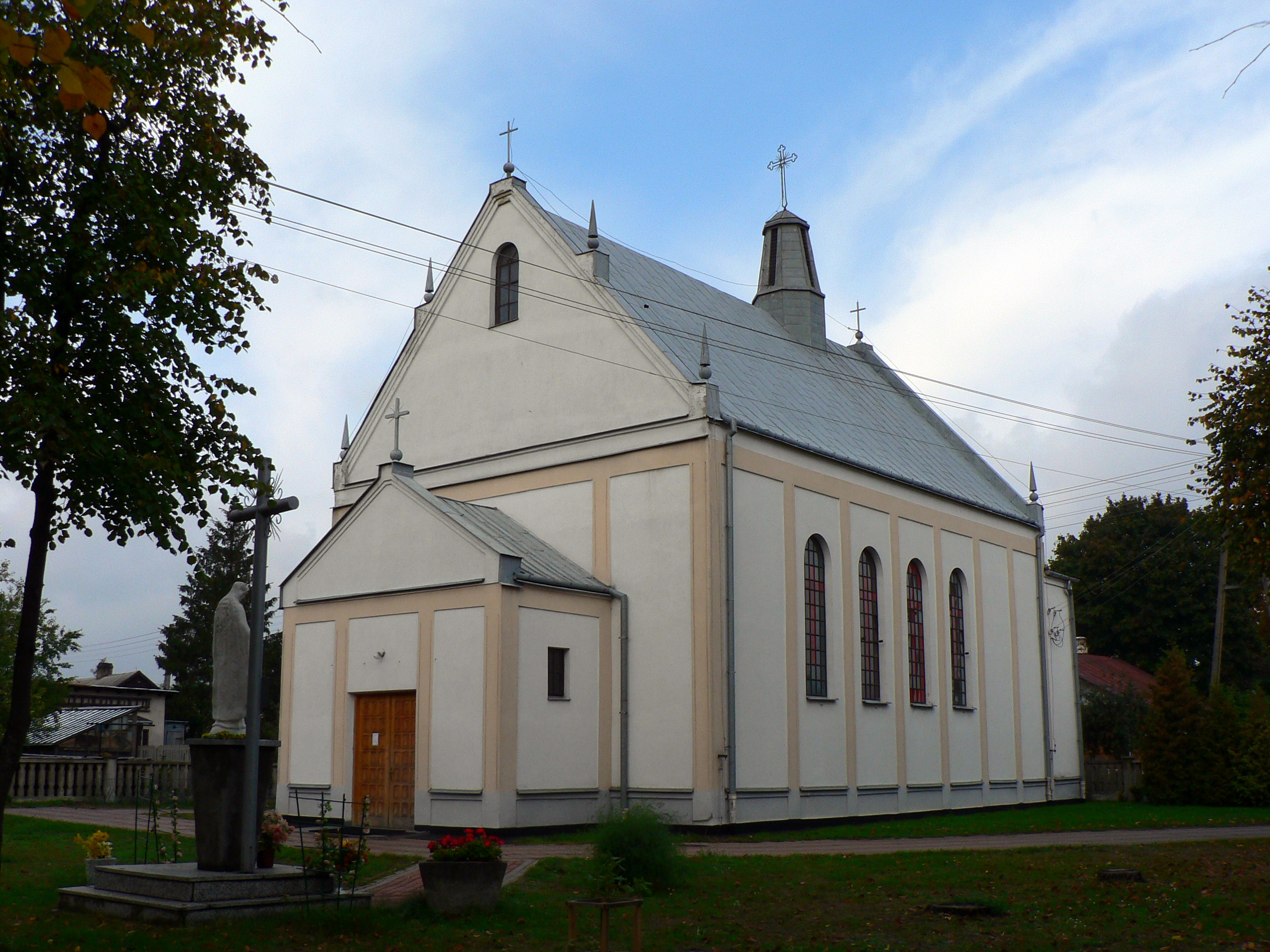
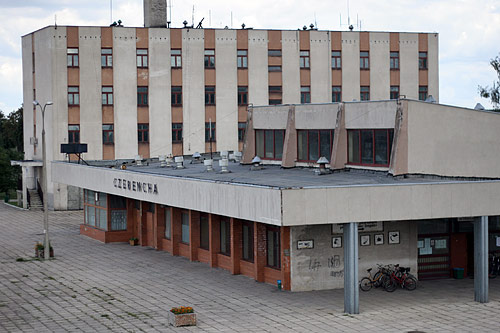

- Station Czeremcha